# Семеро солдатиков
«Се́меро солда́тиков» — советский детский художественный  фильм, снятый в 1982 году на киностудии имени М. Горького режиссёром Эдуардом Бочаровым.
Премьера фильма состоялась 5 сентября 1983 года.

## Сюжет
С семилетним Олежкой, которого все звали Олей, никто не хотел дружить. От скуки он написал письмо в газету с просьбой прислать ему оловянных солдатиков. И вскоре неожиданно для всех в деревне Петушки появились семеро солдат. Они помогли мальчику разобраться, сам ли он виноват в том, что ребята с ним не дружат.

## В ролях
- Алексей Кузьмищев — Олежка Комаров
- Вера Панасенкова — Зина «Пантера»
- Владимир Почепаев — Фома «Горчичник»
- Геннадий Чихачёв — сержант Воскресенье
- Виталий Усанов — Понедельник
- Виктор Жиганов — Вторник
- Александр Воробьёв — Среда
- Александр Постников — Четверг
- Игорь Степанов — Пятница
- Геннадий Фролов — Суббота
- Татьяна Чернопятова (Микрикова) — Раиса, мама Олега
- Софья Павлова — бабушка

## Съёмочная группа
- Режиссёр-постановщик: Эдуард Бочаров
- Сценарист: Юрий Яковлев
- Оператор: Вячеслав Шумский
- Композитор: Борис Карамышев

## Награды
- Фильм получил вторую премию в категории детских фильмов на XVI Всесоюзном кинофестивале 1983 года в Ленинграде.
- Государственная премия СССР (1985) — Юрию Яковлеву за сценарий фильма «Семеро солдатиков».